# Filip Springer

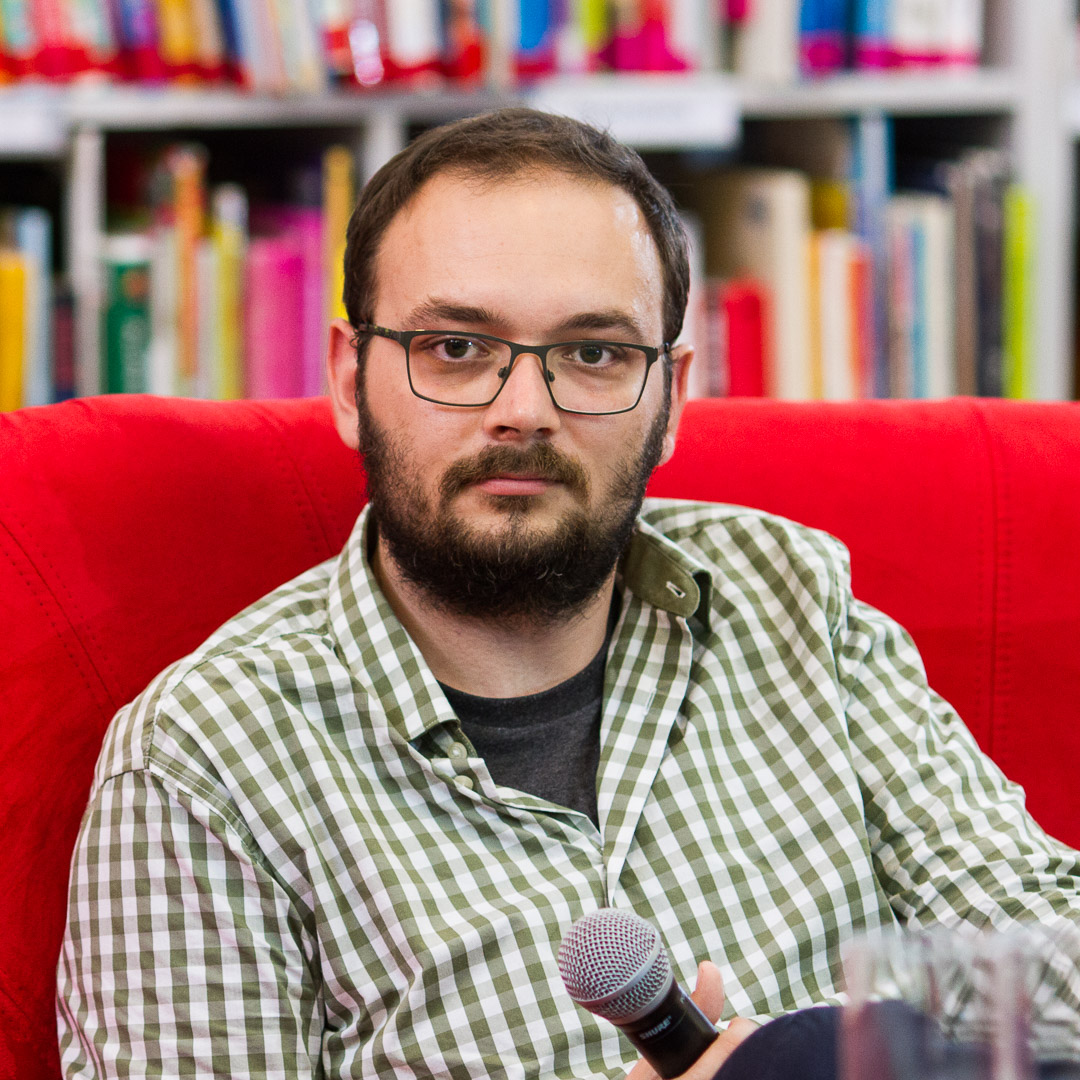
Filip Springer

Filip Springer (* 1982) ist ein polnischer Reporter und Fotograf. In seinen Reportagen beschäftigt er sich vorwiegend mit der polnischen Architektur.

## Leben
Springer absolvierte ein Studium der Archäologie an der Adam-Mickiewicz-Universität in Posen. Er publizierte unter anderem in den Zeitschriften Polityka, Rzeczpospolita, Przekrój und Tygodnik Powszechny.
Er wohnt in Warschau.

## Publikationen
- Miedzianka. Historia znikania, 2011
  - Kupferberg : der verschwundene Ort, übersetzt von Lisa Palmes, Paul Zsolnay Verlag, Wien 2019
- Źle Urodzone. Reportaże o architekturze PRL, 2012
  - Kopfgeburten. Architekturreportagen aus der Volksrepublik Polen, übersetzt von Lisa Palmes, 2015
- Zaczyn. O Zofii i Oskarze Hansenach, 2013
- Wanna z kolumnadą, 2013
- 13 pięter, 2015
- Księga Zachwytów, 2016
- Miasto Archipelag. Polska mniejszych miast, 2016
- Mein Gott, jak pięknie, 2023
- Szara godzina Czas na nową architekturę, 2024

## Preise und Nominierungen
- 2012: Finalist des Nike-Literaturpreises mit Miedzianka. Historia znikania
- 2012: Finalist des Literaturpreises Gdynia in der Kategorie Essayistik mit Miedzianka. Historia znikania
- 2019: Riesengebirgspreis für Literatur, Hauptpreis